# Mads Alstrup
Mads Alstrup (født 1808 i Viborg, død 1876 i Falun) var den første danske portrætfotograf, der havde sit eget atelier. I løbet af 16 år producerede han en stor mængde daguerreotypier både i København og i provinsen, men i 1857 blev han ramt af finansiel nedgang. Han flyttede til Sverige året efter og fortsatte sin virksomhed som portrætfotograf der for resten af livet.
Alstrup var født i Viborg og uddannet guldsmed og begyndte sin virksomhed med en butik i Randers. I sommeren 1842 flyttede han til København og etablerede et atelier bag Herkulespavillonen i Kongens Have. Han havde intet besvær med at finde interesserede kunder.
Mellem 1843 og 1848 var han på rejse rundt i Danmark, hvor han tilbragte dage eller uge i forskellige provinsbyer og tilbød sin tjeneste. Han etablerede sig permanent i København i 1849, hvor han fik atelier i Østergade nær Kongens Nytorv.
Alstrup havde ingen kunstneriske ambitioner, og skabte sig – modsat nogle af sine kunstneriske konkurrenter – en indbringende virksomhed. Han investerede løbende i nyt apparatur, hvorfor kvalitetens af hans arbejde gradvist steg. Man anslår, at hans produktion af daguerreotypier løber op i 33.000 styk.
Han forlod Danmark i 1857 og flyttede til Sverige, hvor han rejste fra by til by ligesom førhen i Danmark. I 1859 var han i Helsingborg og Kristianstad og i 1860 i Gøteborg, hvor han blev et par år. I 1863 praktiserede han i Malmø med G.S. Ekeund. Han døde i Falun i 1876. 